# Koraleigh
Koraleigh is een plaats in de Australische deelstaat New South Wales.